# English Defence League

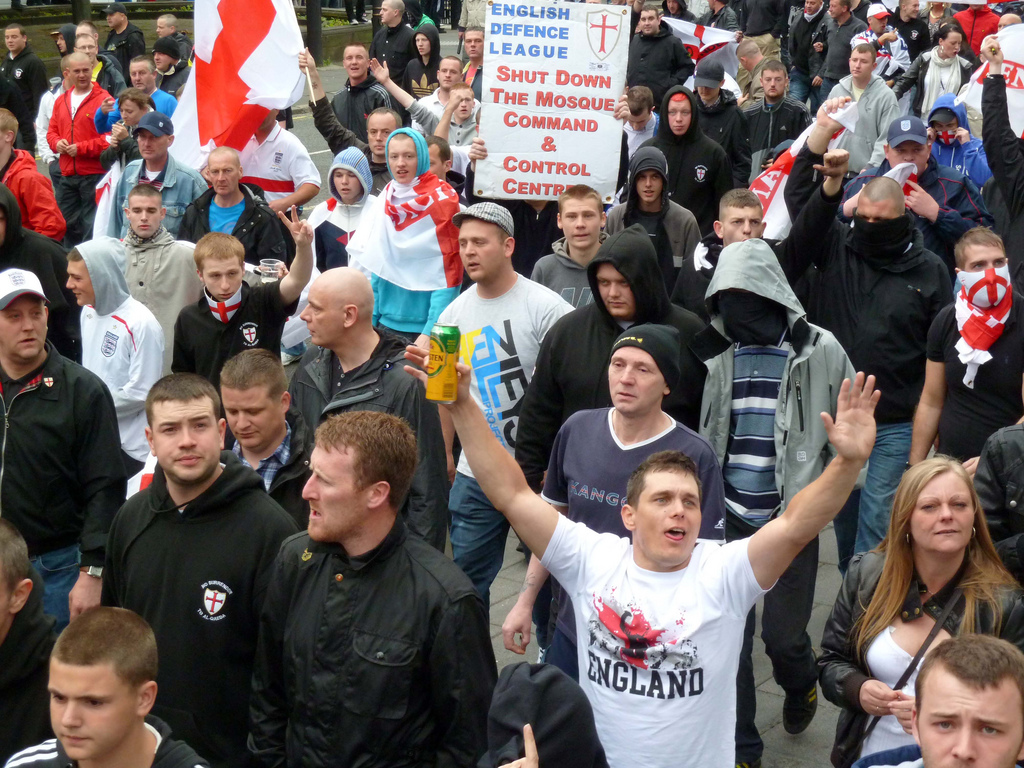
EDL protest i Newcastle 29 maj 2012

English Defence League (EDL), grundat 27 juni 2009 i Luton i England, är en högerextrem rörelse som motsätter sig vad den uppfattar som spridandet av islamism, sharialagar, islamistisk terrorism och invandring i England. EDL använder demonstrationer för att markera mot vad de menar är islamistisk extremism. Vid många av EDL:s sammankomster har sammanstötningar skett med motdemonstranter, däribland anhängare till Unite Against Fascism (UAF).
Som symbol har English Defence League ett kristet kors men kan även liknas efter Englands flagga med Sankt Georgskorset.[källa behövs]

## Misslyckad terrorattack
År 2012 åkte sex islamister i två bilar med vapen i bagaget mot en EDL-demonstration i Dewsbury för att utföra ett attentat men genomförde inte den planerade attacken då demonstrationen var upplöst. Påvägen tillbaka till Birmingham blev bilen stoppad av polisen då den saknade fordonsförsäkring. Polisen hittade vapen i bilen och de dömdes alla år 2013 till fängelsestraff på runt 18 till 19 år.